# Národní galerie Singapur
Národní galerie Singapur (anglicky National Gallery Singapore) v Singapuru vznikla roku 2015 a těžištěm sbírek je umění singapurské a jihovýchodoasijské provenience. Sbírky obsahují asi 8000 uměleckých předmětů a disponuje výstavní plochou asi 64 tisíc metrů čtverečních. Galerie sídlí ve dvou památkově chráněných budovách, bývalé radnici a bývalé budově nejvyššího soudu.    